# Viktor Zubkov
Viktor Aleksejevitj Zubkov (ryska: Виктор Алексеевич Зубков, IPA: [ˈvʲiktər ɐlʲɪˈksʲejɪvʲɪtɕ zʊpˈkof]), född 15 september 1941 i Kusjva, Sverdlovsk oblast, är en rysk politiker, statstjänsteman och företagsledare. Han var Rysslands premiärminister mellan 2007 och 2008.

## Biografi
Zubkov utexaminerades från Leningrads jordbruksinstitut 1965 och kom därefter att arbeta inom den sovjetiska jordbruksindustrin. Från 1980-talet innehade han flera kommunala uppdrag i Leningrad oblast samt inom det sovjetiska kommunistpartiets lokalavdelning där. Efter Sovjetunionens upplösning fortsatte han under 1990-talet att arbeta inom stadsförvaltningen i Sankt Petersburg.
Åren 1993–98 var Zubkov chef för den ryska skatteinspektionens avdelning i Sankt Petersburg, och 1999 utsågs han till vice skatteminister i Jegvenij Primakovs regering. År 1999 blev Zubkov vice skatteminister och 2001 vice finansminister. Han utsågs 2004 även till chef för den ryska finansinspektionsmyndigheten. I september 2007 utnämnde president Vladimir Putin Zubkov till premiärminister, som efterträdare till Michail Fradkov.
Zubkov nämndes 2007 som en möjlig kandidat att efterträda Putin i samband med presidentvalet 2008, men kom i slutändan inte att ställa upp. Istället kom Dmitrij Medvedev att överta presidentposten, och Zubkov efterträddes av Putin som premiärminister i maj 2008. Därefter utsågs Zubkov till styrelseordförande i oljebolaget Gazprom,, samt till förste vice premiärminister fram till 2012. Han återkom även som tillförordnad premiärminister 7–8 maj 2012, mellan att Putin åter blev president efter Medvedev och Medvedev tog över premiärministerposten.
USA införde 2018 sanktioner mot ett antal personer inom eller med kopplingar till den ryska regeringen, däribland Zubkov. Även Storbritannien införde 2023 sanktioner mot Zubkov, med anledning av hans ordförandeskap i Gazprom.